# 滋賀県希望が丘文化公園
滋賀県希望が丘文化公園（しがけんきぼうがおかぶんかこうえん）は、滋賀県野洲市を中心に、湖南市および蒲生郡竜王町にかけて位置する敷地面積4,160,000 m2という広大な公園である。1969年（昭和44年）に起工し、1974年（昭和49年）9月に全園完工した。

## 概要
希望が丘文化公園は主に文化ゾーン、スポーツゾーン、野外活動ゾーンに分かれ、文化ゾーンでは学校のオリエンテーションや、スポーツの合宿、企業研修など、青年の城周辺の施設を利用できる。スポーツゾーンでは陸上競技や球技、テニス、フィールドアスレチック、グラウンド・ゴルフなど、スポーツ会館周辺の施設を利用できる。野外活動ゾーンではキャンプやテント泊など、家族や団体で利用できる施設が野外活動センター周辺にある。
当公園では100年先にも誇れる公園づくり計画として、『100年プロジェクト』が制定されている。この計画は、「森づくり」・「人づくり」・「活力づくり」に取り組むものである。2018年（平成30年）には滋賀県で『希望が丘文化公園基本計画』が策定され、（当公園の）将来像として「機能を知り利用する」・「育てる」・「発信する」の3つが実現目標として掲げられた。

## 沿革

### 年表
- 1968年（昭和43年）
  - 4月：滋賀県企画部開発課において基本計画が立案され、用地買収を開始する。
  - 10月：仮称「県民文化センター」計画会議が設置され、同月19日に第1回計画会議が開催される。
- 1969年（昭和44年）
  - 3月4日：仮称「県民文化センター」の名称を募集。約4,100の公募があり、名称選定委員会による審査の結果、名称を「希望が丘」とすることが決定する。
  - 4月1日：滋賀県企画部内に「希望が丘建設室」が設置される。
  - 6月：滋賀県立文化公園希望が丘基本計画が完了する。同月、文化公園希望が丘建設事業概要を刊行する。
  - 10月3日：希望が丘建設事業の起工式が行われる。
- 1970年（昭和45年）
  - 3月25日：野外活動センターが竣工する。
  - 7月1日：野外活動センター第1・2・3キャンプ場が竣工し、開所式が行われる。この式典には高松宮が臨席した。
  - 12月23日：希望の橋が竣工する。
- 1971年（昭和46年）
  - 3月31日：かえでの森の造園工事が完成する。
  - 4月15日：かえでの森で完成記念植樹式が行われる。
  - 8月31日：ダビデ像の永久設置契約を日本文化財団との間で締結する。
  - 9月1日：希望が丘文化公園青年の城準備室を滋賀県教育委員会社会教育課内に設置する。
  - 9月5日：ダビデ像を青年の城屋内に設置する[8]。
  - 9月30日：スポーツゾーンの造成工事が竣工する。
- 1972年（昭和47年）
  - 4月5日：青年の城・スポーツ施設開所式（※青年の城玄関前で実施）・ダビデ像除幕式が行われる。同式典には常陸宮正仁と常陸宮妃が臨席した。同日、カエデ1,500 本の記念植樹・キジ200羽の放鳥・地元の小学生による集団演技が行われた。
  - 4月30日：青年の城が竣工する。
  - 5月22日：スポーツ施設の整備工事が竣工する。
  - 7月1日：プールを開設し、地元の中学生（約270名）が初泳ぎ。
  - 7月31日：プールが日本水泳連盟の公認を受ける。
  - 11月1日：オリエンテーリング公認コースを開設する。
  - 12月16日：スポーツ施設（球技場・テニスコート・バレーコート）整備工事が竣工する。
- 1973年（昭和48年）
  - 2月28日：桜の苗木4,353本の植栽が行われる。
  - 3月20日：多目的広場・自転車道の新設工事・スポーツゾーン植栽工事・キャンプ道新設工事（第1期）・桜の森・東駐車場造成工事・自転車道改良工事が竣工する。
  - 3月31日：桜の森展望台の新設工事が竣工する。
  - 7月11日：多目的広場と桜の森の竣工式が行われる。
  - 10月14日：雍仁親王妃勢津子が青年の城を視察する。
- 1974年（昭和49年）
  - 3月20日：子ども広場・銀輪の橋・憩いの橋・橋梁の各整備工事が竣工する。
  - 5月5日：子ども広場を開設する。
  - 6月15日：野外活動施設（パートセンター・ロッジ・第5・6キャンプ場）整備工事が竣工する。
  - 8月8日：スポーツ会館の新築工事が完成する。
  - 9月29日：希望が丘文化公園完成記念式典が挙行される。同式典には当時の皇太子・同妃が行啓した。
  - 11月20日：スポーツゾーン中央広場の修景工事・草野球場・ピクニックランドの整備工事が完成する。
- 1975年（昭和50年）
  - 3月13日：オリエンテーリングパーマネントコースが設置される。
  - 4月25日：栗東町（現：栗東市）で開催された第26回全国植樹祭[9]のおりに、天皇・皇后が来園する。
- 1976年（昭和51年）7月20日：フィールドアスレチック場を開設する。
- 1978年（昭和53年）6月1日：トリム道（汗の道）を開設する。
- 1980年（昭和55年）5月27日：児童遊園を開設する。
- 1982年（昭和57年）4月：野外活動センター東雨天営火場・冒険広場等を開設する。
- 1983年（昭和58年）7月13日：グリーン・アドベンチャーコースを開設する。
- 1987年（昭和62年）
  - 4月29日：グラウンドゴルフ場を開設する（※当初は9ホールのみ）。
  - 7月：フィールドアスレチック幼児コースを開設する。
- 1988年（昭和63年）
  - 8月9日：南駐車場を開設する。
  - 9月：グラウンドゴルフ場を9ホール増設し、全18ホールが揃う。
- 1990年（平成2年）7月：西雨天営火場を開設する。
- 1994年（平成6年）4月：西第2駐車場が完成する。
- 1995年（平成7年）3月15日：フィールドアスレチック管理棟が完成する。
- 1997年（平成9年）3月：プールを撤去。同月、屋内テニスコート設置工事が竣工する。
- 1998年（平成10年）11月：陸上競技場の走路等改修工事を終える。同月、日本陸上競技連盟第4種競技場の公認を受ける[10]。
- 2001年（平成13年）9月1日：グラウンドゴルフ場がリニューアルオープン。3コース24ホールとなる。
- 2002年（平成14年）3月：ユニバーサルデザイン化工事（青年の城エレベーター増設・スロープ・自動扉等）が完成する。
- 2005年（平成17年）10月：青年の城に併設した塔の解体を行う（翌年3月まで休館）。
- 2007年（平成19年）3月：プール管理棟の解体および防災ヘリコプター集結基地（無線塔）整備工事を終える。
- 2008年（平成20年）2月：スポーツ会館のユニバーサルデザイン化工事が完成する。
- 2009年（平成21年）3月：陸上競技場が日本陸上競技連盟第4種競技場の公認を受ける[10]。
- 2011年（平成23年）10月16日：開園40周年記念式典が挙行され、その記念事業として「フィールドアート in 希望が丘文化公園」が開催される。
- 2016年（平成28年）10月：グラウンドゴルフ場を再リニューアル。4コース32ホールとなる。
- 2017年（平成29年）12月：青年の城の利用者が300万人に到達する[11]。
- 2018年（平成30年）3月：希望が丘文化公園基本計画を策定する[6]。
- 2023年（令和5年）5月28日：青年の城の建て替えを公表する[12]。

（出典：）

### 大会・集会など
※ここでは式典を除く主なイベントを紹介する。
- 1972年（昭和47年）
  - 5月10日 - 12日：全国少年教育施設運営研究集会が青年の城で開催される。
  - 6月22日：中学校体育連盟が主催する駅伝競走大会が開催される。
  - 7月20日 - 21日：寬仁親王を囲む青年懇談会が開催される。
  - 8月1日 - 3日：近畿スポーツ少年大会が開催される。
  - 8月6日 - 13日：第25回県民体育大会の水泳競技が開催される。
  - 8月19日 - 21日：第22回夏季野営大会が開催される。
  - 10月10日：「京滋身体障害者の集い」が開催される。同イベントには約4,000人が参加した。
  - 10月29日：「あすをきずく青少年10,000人のつどい」が開催される。
  - 10月19日 - 22日：第9回あすをきずく青少年のつどい全国大会が開催される。
  - 10月21日：常陸宮と常陸宮妃が青少年のつどい全国大会に臨席し、青年の城を視察する。
- 1977年（昭和52年）
  - 6月5日：第13回全日本準硬式野球大会が開催され、常陸宮・同妃が臨席する。
- 1978年（昭和53年）
  - 10月6日 - 15日：希望が丘写生大会が開催され、約6,000名が参加した。
- 1979年（昭和54年）7月30日 - 8月4日：昭和54年度全国高等学校総合体育大会が開催される。
- 1981年（昭和51年）
  - 10月13日 - 18日：第36回国民体育大会（滋賀県内の愛称：びわこ国体）のラグビーフットボールの競技会場となる。当園の球技場などが使われた。なお、18日は三笠宮と同妃が当大会を視察した。
  - 11月18日 - 19日：10周年記念事業として「レディーステニス大会」が開催される。
  - 11月29日：10周年記念事業として「クロスカントリー大会」が開催される。
- 1984年（昭和59年）
  - 9月27日 - 29日：近畿地区青年の家等運営研究協議会が開催される。
  - 11月11日：第1回希望が丘紅葉フェスティバルが開催される。
- 1989年（平成元年）12月17日：第1回びわ湖クロスカントリー大会が開催される。
- 1997年（平成9年）12月23日：第5回全国中学校駅伝大会が開催される。以降、1999年（平成11年）まで同大会の会場となる。
- 1998年（平成10年）
  - 8月29日 - 30日：「全国ファミリーキャンプフェスタ in 希望が丘」が開催される。
  - 11月15日：第1回希望が丘ふれあい広場が開催される。
- 1999年（平成11年）
  - 7月30日 - 8月1日：第1回琵琶湖カップ健康グラウンドゴルフ大会が開催される。
  - 11月28日：第46回県民駅伝大会が開催される。
- 2001年（平成13年）5月13日：第1回希望が丘新緑祭が開催される。
- 2003年（平成15年）
  - 7月19日 - 20日：『史上最強の移動遊園地 DREAMS COME TRUE WONDERLAND 2003』の会場となり[14]、約50,000人が来場した。
  - 11月：第44回全国青年の家運営協議会が開催される。
- 2008年（平成20年）10月18日  - 21日：第21回全国スポーツ・レクリエーション祭（愛称：スポレク滋賀2008）が開催される。
- 2010年（平成22年）8月17日 - 18日：第1回びわ湖カップ全国少年サッカー大会が開催され、48チームが参加した。
- 2011年（平成23年）8月19日 - 20日：全国中学校体育大会のサッカー会場となり、第42回全国中学校サッカー大会が開催される。
- 2012年（平成24年）2月18日 - 19日：東日本大震災復興支援大会として、第1回びわ湖カップ全国なでしこサッカー大会（U-12）が開催され、32チームが参加する。
- 2016年（平成28年）
  - 4月：開園45周年記念事業として早川鉄兵の感性「希望が丘文化公園の四季」が開催される（※会期は翌年3月まで）。
  - 12月18日：第24回全国中学校駅伝大会が開催される。
- 2017年（平成29年）
  - 10月1日：第30回都道府県対抗全日本マスターズ駅伝競走大会が開催される[15]。
  - 10月14日 - 15日：「希望が丘自然体験フェスティバル」が開催される。
  - 11月5日：滋賀県高等学校駅伝競走大会が開催される。

（出典：）

## 設備

### 文化ゾーン
- 青年の城 （青少年宿泊研修所）[16]
  - 宿泊定員 … 360人
  - 敷地面積 … 36335.72 m2（3階建）
  - 施設概要 … 宿泊室、食堂、ホール、研修室、音楽室、視聴覚室、会議室、食堂、保健室
  - ダビデ像 … 高さ520 cm、基台153 cm×100 cm、重さ7 t
- 多目的広場
  - 敷地面積 … 43,000 m2
- ファイヤー場
  - 施設概要 … 3サイト
- レンタサイクル
  - 大人用 … 30台[3]
  - 小人用 … 22台[3]
- オリエンテーリング
  - 施設概要 … スコアオリエンテーリング （ポスト30箇所）
- ディスクゴルフ
  - 施設概要 … 9ホール （全長475 m）
- 桜の森
  - 施設概要 … 桜の木 （300本）、展望台
- 自転車道
  - 施設概要 … 全長11.67 km
- ウォークラリー
  - 施設概要 … 5コース （1.8 - 2.3 km）

### 野外活動ゾーン
- 野外活動センター
  - 敷地面積 … 210,000 m2（2階建）
  - 施設概要 … 集会場、クラフト室、ホール、多目的室、医務室、和室、保健室
- 東キャンプ場
  - 第1キャンプ場 … Aサイト - 5人用テント×10、Bサイト - 5人用テント×16、Cサイト - 5人用テント×10
  - 第2キャンプ場 … Aサイト - 5人用テント×8、Bサイト - 5人用テント×6
  - 第3キャンプ場 … Aサイト - 10人用テント×6、Bサイト - 10人用テント×9
  - 第4キャンプ場 … Aサイト - 10人用テント×7
  - 設置設備 … 調理場、カマド、営火場、便所、冷水シャワー、野外食卓
- 西キャンプ場
  - 第5キャンプ場 … Aサイト - 10人用テント×20
  - 第6キャンプ場 … Aサイト - 10人用テント×12
  - ロッジ … 1棟定員10名×8棟
- 雨天営火場
  - 東キャンプ場 … 200名収容
  - 西キャンプ場 … 160名収容
- かえでの森
- ランニングコース（1周：4 km）
- パートセンター
  - 施設概要 … 講義室、指導員室、倉庫、宿直室
- オリエンテーリング
  - 施設概要 … スコアオリエンテーリング （ポスト53箇所）

### スポーツゾーン
- スポーツ会館
  - 敷地面積 … 4,305 m2
  - 施設概要 … 会議室、体育室、格技室、卓球室、更衣室、シャワー室、食堂
- レンタサイクル
  - 大人用 … 50台[3]
  - 小人用 … 34台[3]
- 陸上競技場
  - 敷地面積 - 25,530 m2
- 球技場 （サッカー・ラグビー場）
  - 敷地面積 … 11,600 m2
- 屋外テニスコート
  - 施設概要 … 人工芝コート（12面）、ハードコート（1面）、センターコート（1面）
- 屋内テニスコート
  - 施設概要 … 人工芝コート（3面）
- 野球場
  - 敷地面積 … 31,000 m2
- グラウンドゴルフ場
  - 施設概要 … 24ホール
- フィールドアスレチック
  - 敷地面積 … 30,000 m2
- 子ども広場
  - 敷地面積 … 867,000 m2
- 河原広場
  - 敷地面積 … 28,000 m2
- 芝生ランド
  - 敷地面積 … 81,320 m2
- ピクニックランド
  - 敷地面積 … 24,000 m2

## ダビデ像

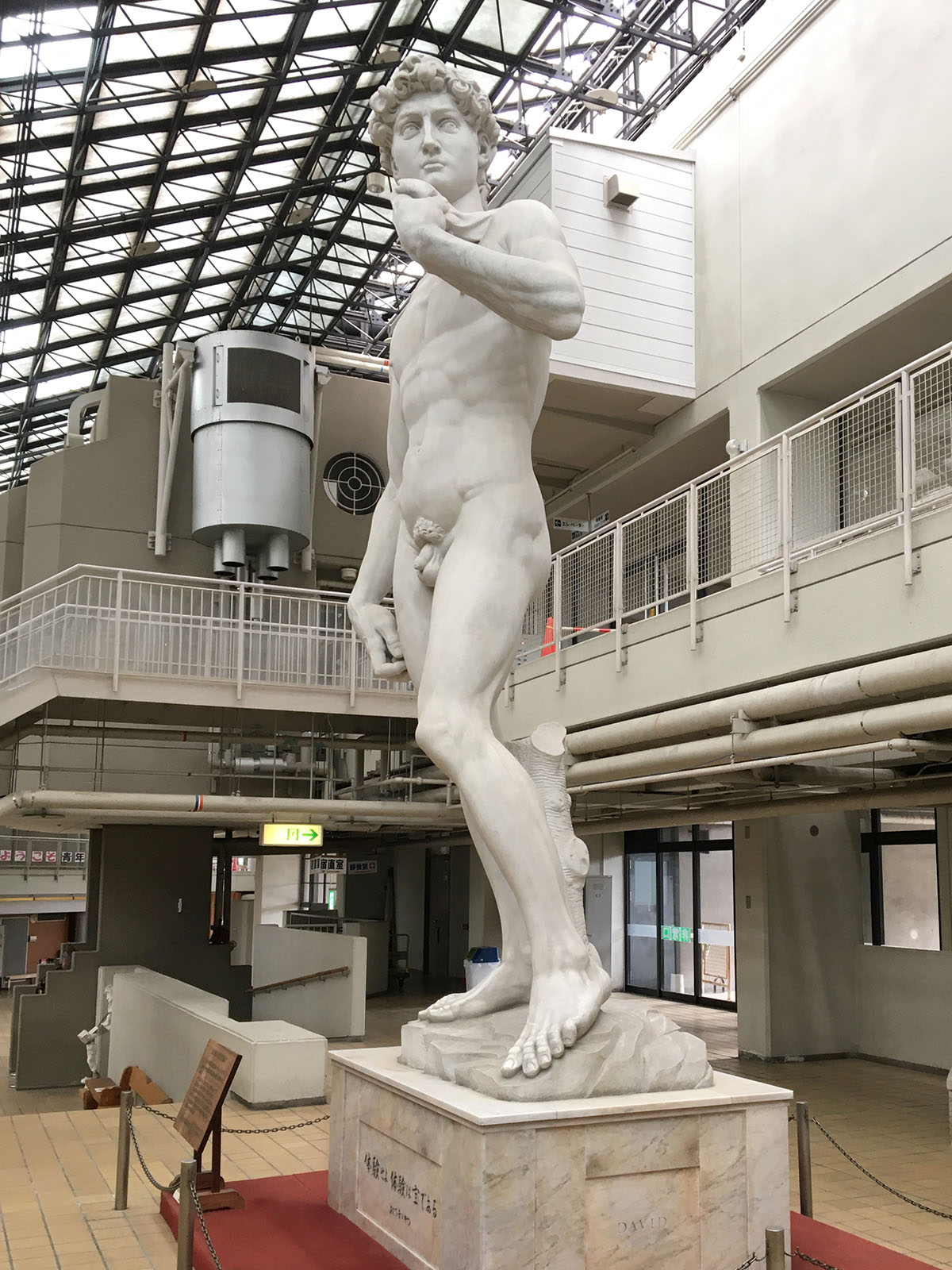
青年の城にあるダビデ像

カッラーラ山から切り出した原作と同質の大理石を用いて、ルッカ美術大学のリド・ボベツキ教授が、原寸と同じ大きさに忠実に模造したミケランジェロのダビデ像のレプリカである。ミケランジェロ誕生500年事業として、財団法人日本文化財団が、同教授に委嘱制作し、公益財団法人滋賀県文化振興事業団と永久設置契約を結び、1971年9月5日に寄贈した。青少年の健全なレクレーションの場である同公園にとって、自由と正義を担う青少年像のシンボルと位置付けられている。

## アクセス

### 自動車
西ゲート
- 名神高速道路栗東ICから約20分（経由：国道8号）[17]。

東ゲート
- 名神高速道路竜王ICから約5分（経由：国道477号・滋賀県道22号竜王石部線）[17]。

#### 駐車場
- 合計：1,761台[3]（※すべて有料[18]。うち13台は障害者用[3]、大型車用駐車場あり[3]）

内訳（普通車・障害者用）
- 西駐車場：964台
- 西第2駐車場：206台
- 東駐車場：344台
- 城前駐車場：120台
- 南駐車場：127台

### バス
西ゲート
- JR琵琶湖線（東海道本線）野洲駅より近江鉄道バス。「希望ケ丘西ゲート」停留所下車、徒歩すぐ[17]。  - （※「希望ケ丘西ゲート」停留所を経由しない便は「希望ケ丘西ゲート口」停留所下車、徒歩2分[17]）

東ゲート
- JR琵琶湖線（東海道本線）・近江鉄道八日市線（万葉あかね線）近江八幡駅より近江鉄道バス。「三井アウトレットパーク」停留所下車、徒歩約45分[注 1][17]。

## 入園料
- 無料[3][18]（※一部施設は有料[3][18]）

## 休園日
- 10月 - 翌年2月の月曜（祝日となる場合は翌日）と年末年始（12月29日 - 翌年1月3日）[17]